# 第509混成部隊
第509混成部隊（だい509こんせいぶたい、509th Composite Group, 509CG）は、第二次世界大戦時のアメリカ軍の作戦部隊の名称である。

## 概要

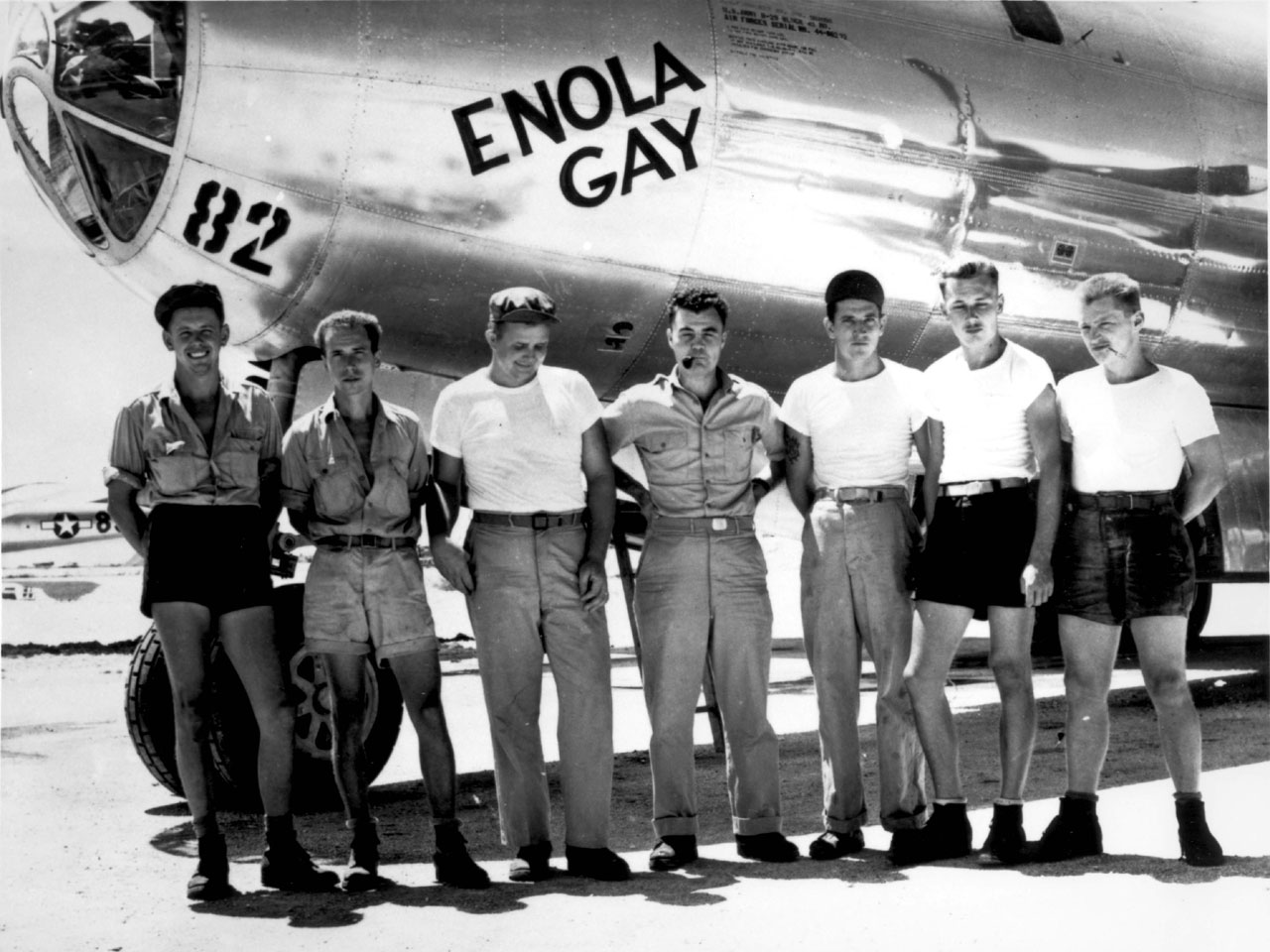
作戦実行した兵士、中央がティベッツ

1944年12月にルーズベルト大統領の指示により第20空軍内に設立され、戦争終結後の1952年に解散した。
第509混成部隊の設立目的は、当時の敵国の日本への原子爆弾投下作戦の遂行である。ただし、この目的は作戦を実行する兵士には作戦当日まで伏せられたままであった。混成部隊の名称は、陸軍・海軍・陸軍航空軍から必要な兵士を集めて編成された部隊であることによる。
人員は1767人（将校・下士官・兵士合計）。指揮官はポール・ティベッツ大佐であり、彼が編成した戦略爆撃機B-29を14機指揮下にもった。
1944年12月より、部隊はアメリカ・ユタ州の砂漠基地にて軍事訓練を開始。
1945年5月、第509混成部隊は太平洋のマリアナ諸島テニアン島に移動、第20空軍に編入。マンハッタン計画責任者レズリー・グローヴス少将は精密作業能力を持つ軍工場があり、深い港があるグアムを考えていたが、ティベッツが最良の滑走路があるテニアンを希望した。
第509混成部隊を原爆任務から降ろし、他の補充や航空隊に編入する話が持ち上がっていたが、1945年7月19日、ティベッツはルメイに対し、第509混成部隊をいじらないでほしい、最初の原爆は自分で指揮するつもりだと説得した。1945年7月20日、東京空襲に初めて第509混成部隊10班を選んだ。目的は、日本人に単機による高空からの一発の爆弾投下に慣れさせるためである。広島、京都、小倉は原爆のため爆撃を禁止したが、他は自由に爆撃させた。
テニアン島から日本へ飛行しての原爆投下の演習を、模擬原爆（パンプキン爆弾）をもちいて、繰り返し実行した。
そして、1945年8月6日に広島市へ、8月9日に長崎市へ原子爆弾を投下し、戦略核攻撃任務を完了させた。

## 所属機と所属将兵

### 航空機
| 陸軍航空隊 シリアルナンバー | ビクター ナンバー | 機体名                     | 航空機司令                 | 陸軍航空隊 配属日 | テニアン飛行場 到着日 | 尾翼マーキング (テイルコード) |
| --------------------------- | ----------------- | -------------------------- | -------------------------- | ----------------- | --------------------- | ----------------------------- |
| 44-27296                    | 84                | サム・パンプキンス         | ジェームス・プライス       | 1945年3月19日     | 1945年6月14日         | 大型 A                        |
| 44-27297                    | 77                | ボックスカー               | フレデリック・ボック       | 1945年3月19日     | 1945年6月17日         | 三角形 N                      |
| 44-27298                    | 83                | フルハウス                 | ラルフ・テイラー           | 1945年3月20日     | 1945年6月17日         | 四角形 P                      |
| 44-27299                    | 86                | ネクスト・オブジェクティブ | ラルフ・デボー             | 1945年3月20日     | 1945年6月17日         | 三角形 N                      |
| 44-27300                    | 73                | ストレンジ・カーゴ         | ジョセフ・ウエストオーバー | 1945年4月2日      | 1945年6月11日         | 大型 A                        |
| 44-27301                    | 85                | ストレートフラッシュ       | クロード・イーザリー       | 1945年4月2日      | 1945年6月14日         | 三角形 N                      |
| 44-27302                    | 72                | トップ・シークレット       | チャールズ・マックナイト   | 1945年4月2日      | 1945年6月11日         | 大型 A                        |
| 44-27303                    | 71                | ジャビット3世              | ジョン・ウィルソン         | 1945年4月3日      | 1945年6月11日         | 大型 A                        |
| 44-27304                    | 88                | アップ・アン・アトム       | ジョージ･マクアダプト      | 1945年4月3日      | 1945年6月17日         | 三角形 N                      |
| 44-27353                    | 89                | グレート・アーティスト     | チャールズ・オルバリー     | 1945年4月20日     | 1945年6月28日         | 丸型 R                        |
| 44-27354                    | 90                | ビッグ・スティンク         | トーマス・クラッセン       | 1945年4月20日     | 1945年6月25日         | 丸型 R                        |
| 44-27291                    | 91                | ネセサリー・エヴィル       | ノーマン・レイ             | 1945年5月18日     | 1945年7月2日          | 丸型 R                        |
| 44-86292                    | 82                | エノラ・ゲイ               | ロバート・ルイス           | 1945年5月18日     | 1945年7月6日          | 丸型 R                        |
| 44-86346                    | 94                | ルーク・ザ・スポーク       | ハーマン・ザン             | 1945年6月15日     | 1945年8月2日          | 四角形 P                      |
| 44-86347                    | 95                | ラッギン・ドラゴン         | エドワード・コステロ       | 1945年6月15日     | 1945年8月2日          | 四角形 P                      |

### 将兵
- ポール・ティベッツ - 部隊長, エノラ・ゲイ機長
- クロード・イーザリー - ストレートフラッシュ機長
- チャールズ・スウィーニー - ボックスカー機長

## 第509爆撃航空団
なお、現在のアメリカ空軍には類似の名称の第509爆撃航空団(509th Bomb Wing)が存在するが、こちらは1993年に設立された第8空軍所属の部隊であり、第509混成部隊との直接の継承関係にはない。
第509爆撃航空団はB-2主体の戦略爆撃部隊であり、現在ポール・ティベッツの孫が在隊しているという。